# Cademario
Cademario är en ort och kommun  i distriktet Lugano i kantonen Ticino, Schweiz. Kommunen har 793 invånare (2023).